# Dreissenidae
Vandrarmusslor (Dreissenidae) är en familj av musslor. Enligt Catalogue of Life ingår Dreissenidae i överfamiljen Dreissenoidea, ordningen Veneroida, klassen musslor, fylumet blötdjur och riket djur, men enligt Dyntaxa är tillhörigheten istället ordningen Heterodonta, klassen musslor, fylumet blötdjur och riket djur. Enligt Catalogue of Life omfattar familjen Dreissenidae 6 arter.
Dreissenidae är enda familjen i överfamiljen Dreissenoidea.
Kladogram enligt Catalogue of Life och Dyntaxa:
| Dreissenidae | \| \| Congeria \| \| \| \| \| \| Dreissena \| \| \| \| \| \| Mytilopsis \| \| \| \| |
|              | \| \| Congeria \| \| \| \| \| \| Dreissena \| \| \| \| \| \| Mytilopsis \| \| \| \| |
|              | Congeria                                                                            |
|              |                                                                                     |
|              | Dreissena                                                                           |
|              |                                                                                     |
|              | Mytilopsis                                                                          |
|              |                                                                                     |

## Bildgalleri

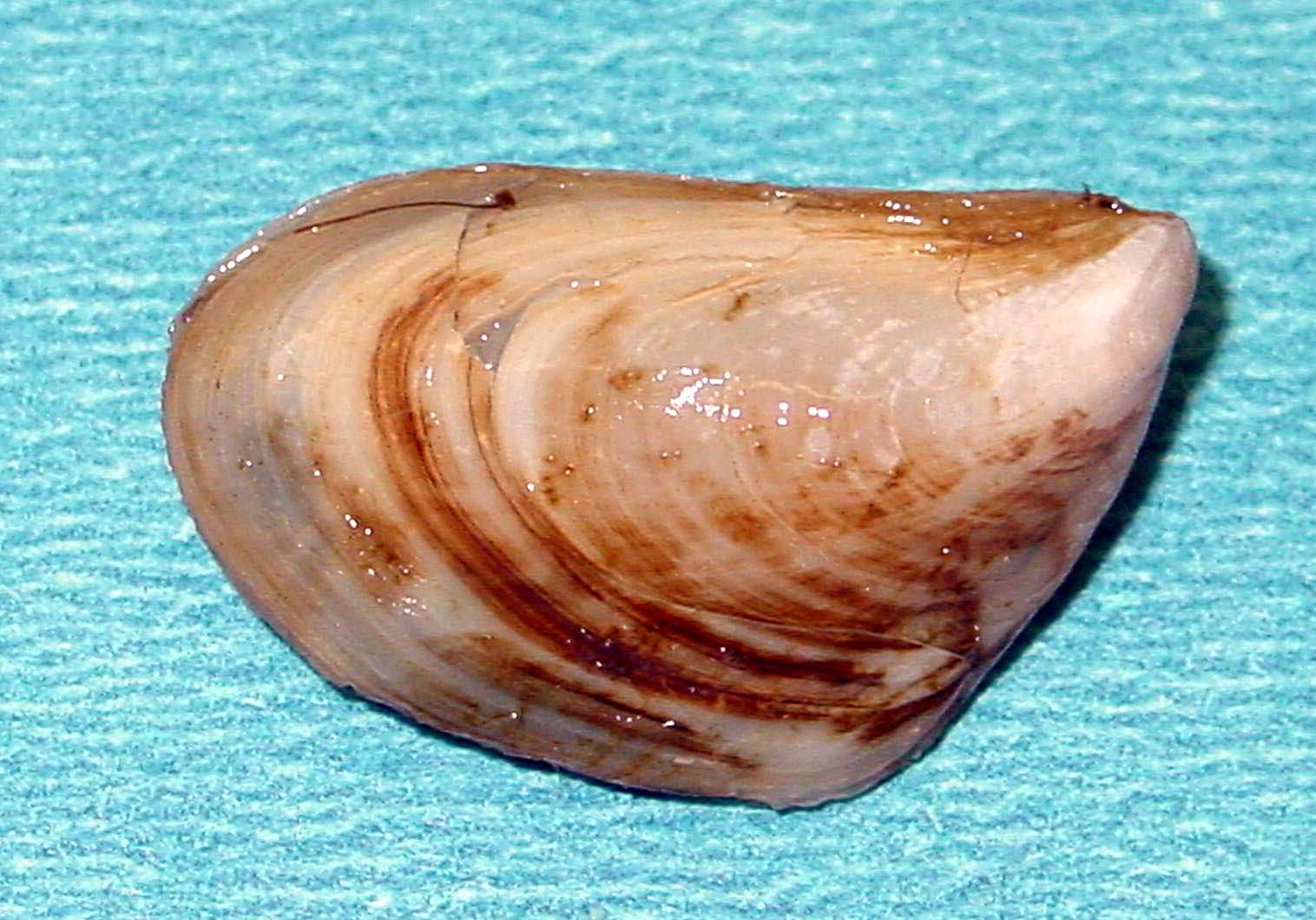
Dreissena bugensis
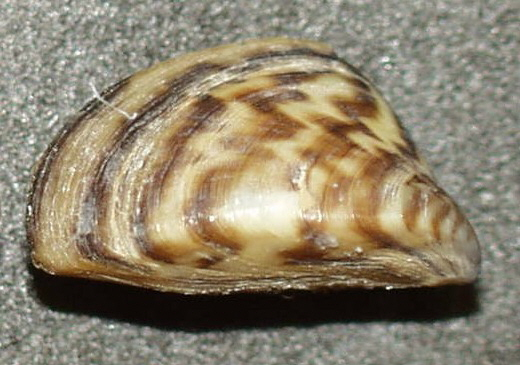
Vandrarmussla (Dreissena polymorpha)